# Îlet Petite Martinique
Îlet Petite Martinique är en obebodd ö i Martinique. Den ligger i den centrala delen av Martinique, 20 km öster om huvudstaden Fort-de-France.